# 容器

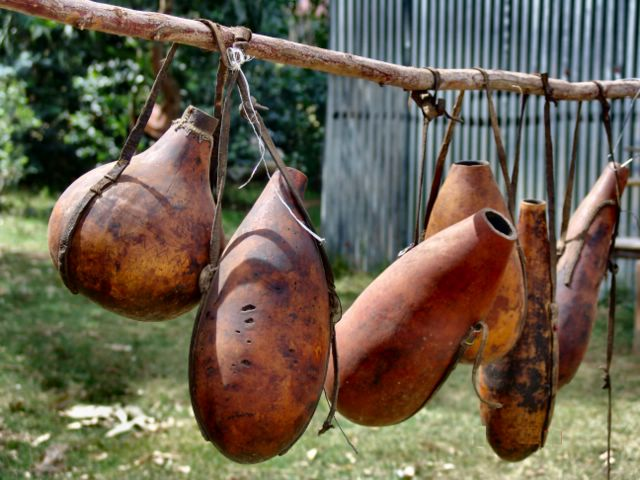
以葫蘆做為原料而製成的容器。攝於肯亞。

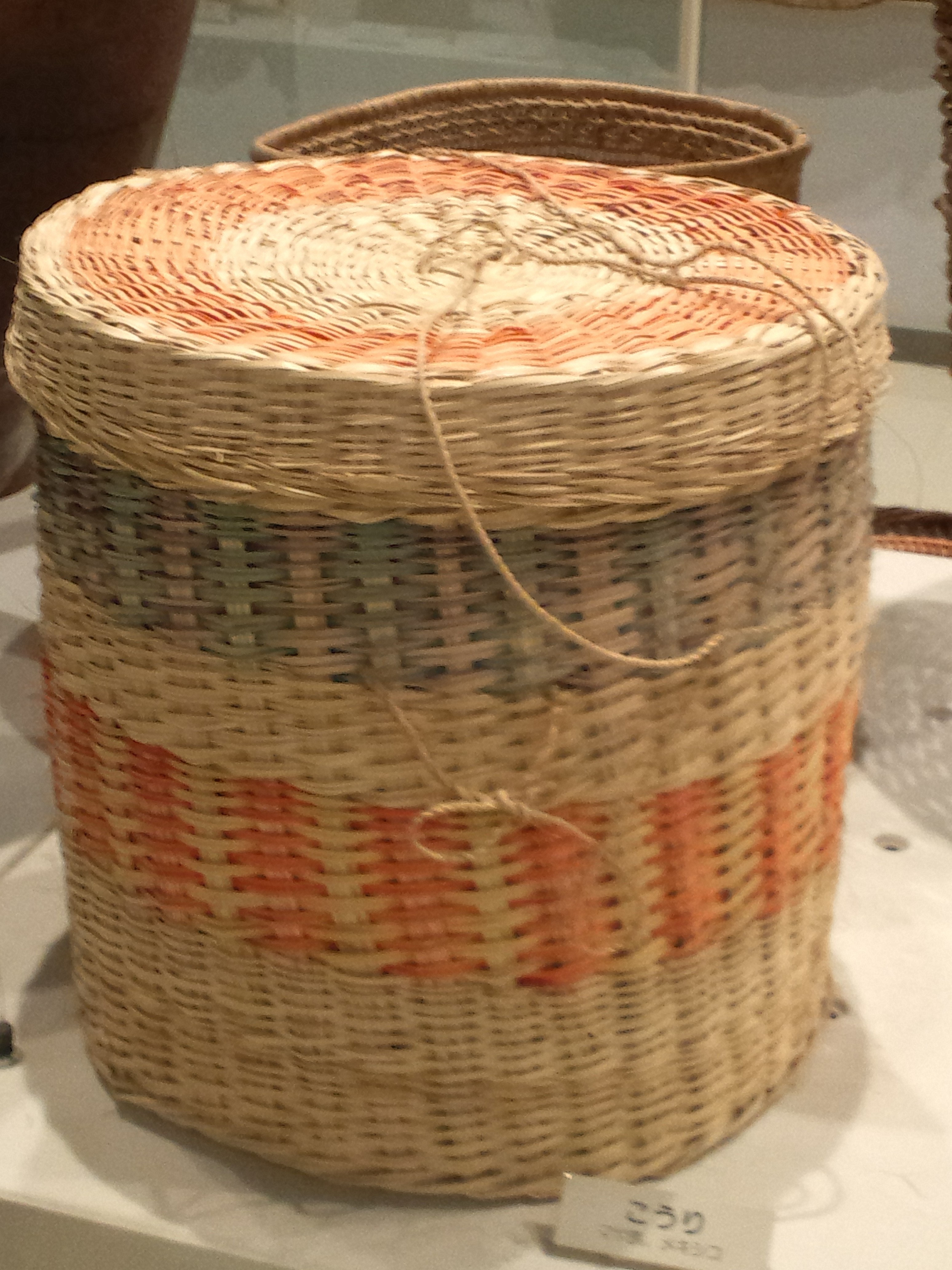
墨西哥馬雅人編織的籃子。

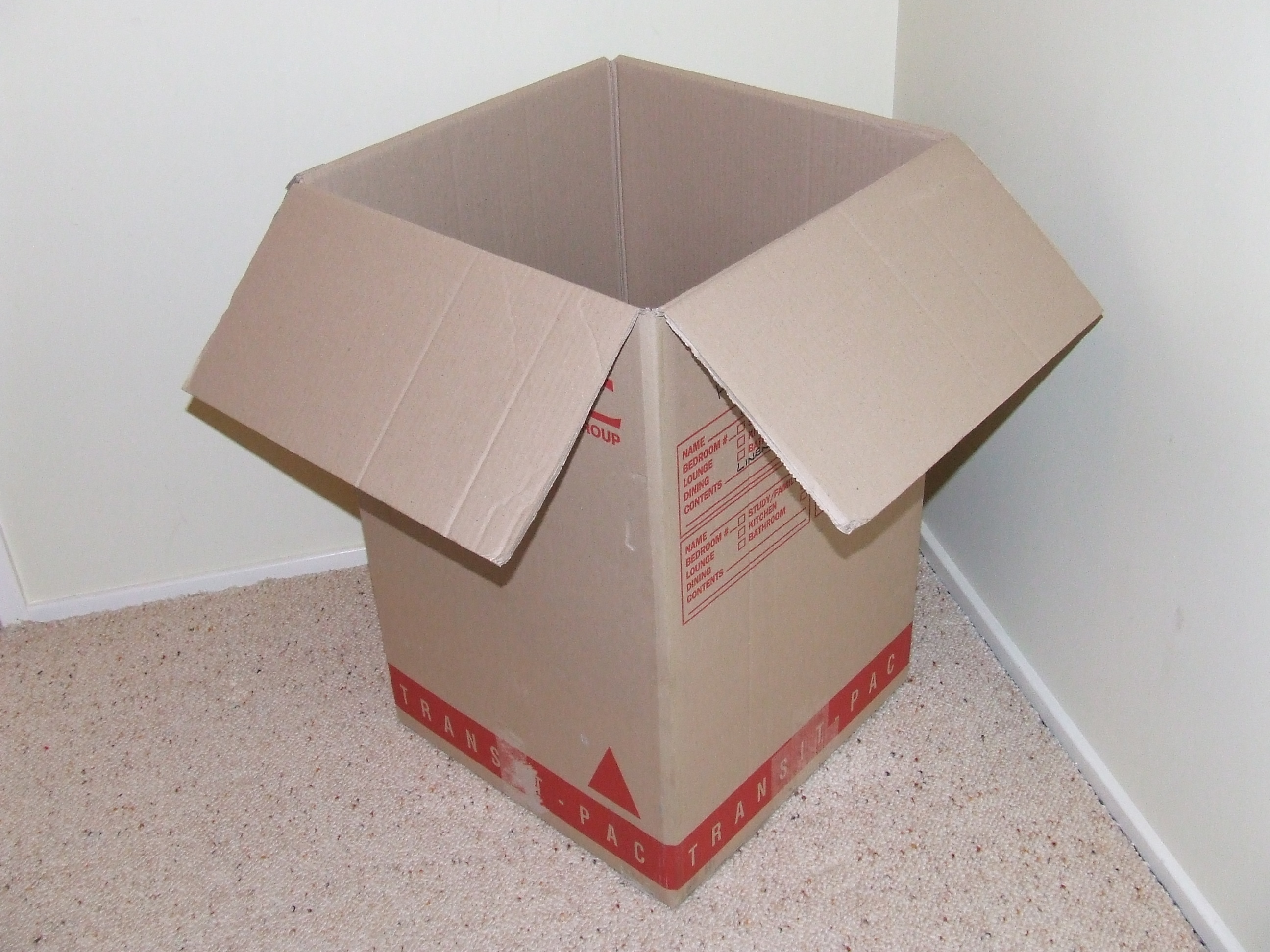
瓦楞紙製成的紙箱。

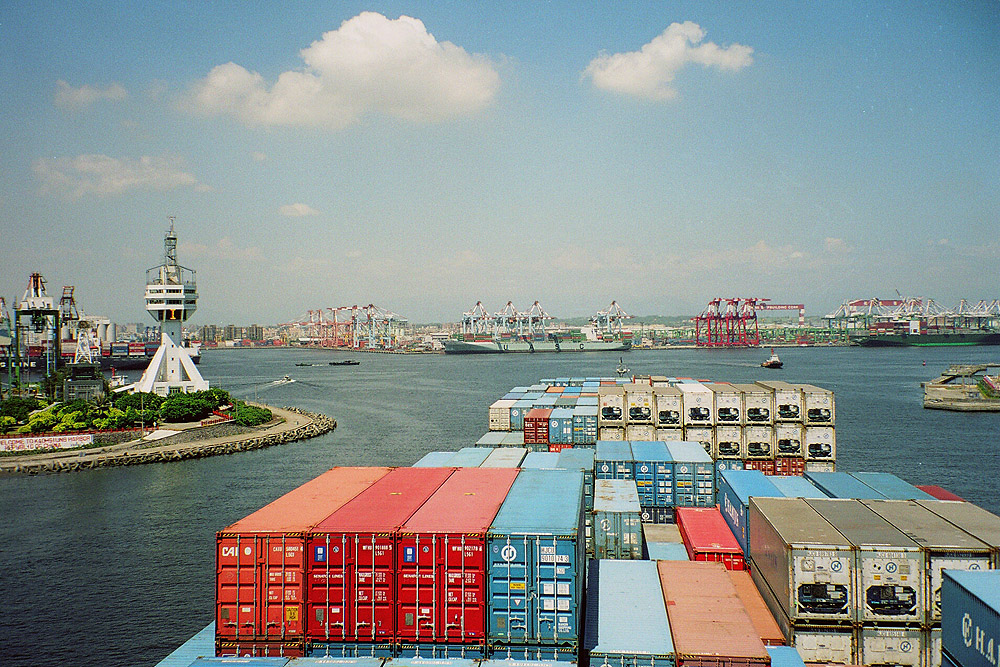
高雄港的剛製貨櫃。

容器 （英語：Container） 是一種基礎工具。泛指任何可以用於容納其它物品的工具，可以部份或完全封閉，被用於容納、儲存、運輸物品。物體可以被放置在容器中，而容器則可以保護內容物。

## 歷史
人類使用容器的歷史至少有十萬年，甚至可能有數百萬年的歷史。第一個容器可能是用於儲存食物 ，這讓食物能保存更長的時間，也能便於攜帶，還能免受其它動物的侵擾。儲存食物的容器對人類社會的發展具有重大的意義，這在靈長類動物之中是一種獨有的行為.。最早的容器可能是自然界中原有的物體，例如在塔魯族和夏威夷族 的文化中，有使用空心葫蘆的案例。在這之後，出現了籃、木器和陶器。
隨著人類的技術不斷演進，新的材料、新的生產方式接連誕生，容器的形式也不斷改變。最早的玻璃瓶是在腓尼基生產的，在賽普勒斯和羅得島一帶挖掘出腓尼基人所生產的透明玻璃瓶，長度自3英吋至6英吋不等。這些腓尼基人在西元前創作的作品被推測用於裝載香水及其他物品，古羅馬人從腓尼基人那兒學到了玻璃的製作方法，並且製造了很多精細的玻璃瓶，大小相對較小。到了18世紀初，玻璃瓶的尺寸已經有公定的標準。
1810年，法國人Philippe de Girard造訪倫敦，他找上英國商人彼得·杜蘭作為自己的代理人以推銷自己的嶄新想法——錫罐。而罐頭這個概念是源自法國廚師尼古拉·阿佩爾，阿佩爾之家成為了世界上第一家商業罐頭工廠。
大規模運輸作業一直是一個大難題，主要是因為20世紀時使用的木製貨櫃容易破損，這也讓海關官員在檢查貨物進口時缺乏標準程序。現代的標準貨櫃起源於1950年代，且很快就普及至各地。電腦輔助設計讓容器的設計變得更專業化、產品也更為精準。

## 現代特色
在設計容器時，有幾種必須考慮的要點：
光是具有防震、防潮的功能，可不能算得上一個好的容器。精心設計的容器必須是易於使用的，也就是說、使用者必須要能很輕易地開啟或關閉容器，放入或取出內容物，即使在運輸時也不減損其功能。此外、良好的容器必須要有清晰而便利的標示，形狀要有利於堆放和儲存，在使用壽命將至時，必須要能便於回收。

## 容器的類型
以下列舉數種常見的容器：
- 瓶 - 指口部比腹部窄小、頸長的容器。
- 罐 - 指那些開口較大、一般為近圓筒形的器皿。
- 箱 - 通常是立方體或圓柱體。形狀固定。
- 籃 - 以條狀物編織而成。
- 桶 - 一種圓柱形的容器。
- 袋 - 柔性材料製成的容器，形狀會受內容物而變化。
- 甕 - 通常是指陶製，口小肚大的容器。
- 碗 - 用來盛載食物的容器。
- 櫃 - 指一個由盒組成的傢俱。
- 盆 - 一種圓柱體但較矮的容器。
- 鞘 - 用於裝載刀刃的容器。

### 引用
1. ↑  David P. Braun, "Pots as Tools", in J. A. Moore and A. S. Keene, eds., Archaeological Hammers and Theories (1983), pp. 108-134.
2. ↑  Karen Gayle Harry, Stephanie Michelle Whittlesey, Trixi Bubemyre, Pots, Potters, And Models: Archaeological Investigations at the SRI Locus of the West Branch Site, Tucson, Arizona (2005), p. 283: "The perspective taken in this chapter is that ceramic containers are tools (Braun 1983) and, as a crucial part of the technological repertoire, can provide considerable information about activity organization, production technology, food-preparation and storage technology, settlement function, and economic organization".
3. ↑  
Soroka, W. . Institute of Packaging Professionals. 2008: 51. ISBN 1-930268-27-0.
4. 1 2  Clive Gamble, Origins and Revolutions: Human Identity in Earliest Prehistory (2007), p. 204.
5. ↑  David A. Munro, A Place For Everything (1968), p. 92.
6. ↑  Bernard Grant Campbell, Human Evolution: An Introduction to Mans Adaptations (2009), p. 306.
7. ↑  Sameera Maiti, The Tharu: Their Arts and Crafts (2004), p. 178.
8. ↑  Irving Jenkins, The Hawaiian Calabash (1989), p. 5.
9. ↑  Chuck Groth, Exploring Package Design (2005), p. 3.
10. ↑  Lewandowski, Krzysztof. . Packaging Technology and Science. 2016, 29 (8-9): 451–478  [2017-01-13]. ISSN 1099-1522. （原始内容存档于2016-11-15）.
11. ↑  Perrot and Chipiez, Histoire de l'art, v iii, 734-744
12. ↑  George Rawlinson, History of Phoenicia, 1889, Green Longmans publisher, 583 pages
13. 1 2  Warren Belasco, Roger Horowitz, Food Chains: From Farmyard to Shopping Cart, p. 98-99.
14. ↑  Geoghegan, Tom. . Bbc.co.uk. 2013-04-21  [2013-06-04]. （原始内容存档于2013-06-06）.
15. ↑  Geoff A. Giles, Design and Technology of Packaging Decoration for the Consumer Market (2000), p. 82: "Container designers also found that shrink sleeves gave them new-found freedom to design containers that until then had been viewed as impossible to decorate".
16. ↑  Anthony F. Buono, Henri Savall, Socio-economic Interventions in Organizations (2007), p. 231.

### 來源
书籍
- Yam, K.L., "Encyclopedia of Packaging Technology", John Wiley & Sons, 2009, ISBN 978-0-470-08704-6

## 外部連結
- 维基共享资源上的相關多媒體資源：容器
- 维基词典中的词条「容器」